# Antimonumento 49 ABC
El Antimonumento 49 ABC es un antimonumento instalado frente a la sede del Instituto Mexicano del Seguro Social, sobre la avenida Paseo de la Reforma, en la delegación Cuauhtémoc de la Ciudad de México. Los manifestantes lo erigieron el 5 de junio de 2017 durante la protesta del octavo aniversario del incendio de la Guardería ABC en Hermosillo, Sonora en 2009, donde murieron cuarenta y nueve niños. La colorida obra metálica incluyó la instalación del número 49 y las iniciales ABC.
Nunca recibió un nombre oficial y quienes lo instalaron se refirieron a él simplemente como Antimonumento; se le conoce como Antimonumento 49 ABC por sus características físicas, aunque también se le conoce con otros nombres. Dos años más tarde se instalaron en la base esculturas con forma de zapatos de niño, que luego fueron robadas. En 2024 se instaló una réplica en Hermosillo.

## Antecedentes

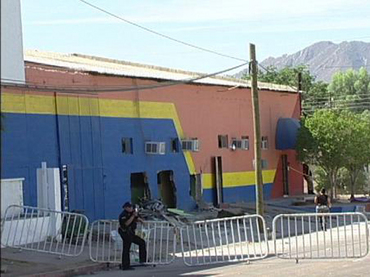
La guardería después del incendio.

El 5 de junio de 2009, una bodega del Instituto Mexicano del Seguro Social (IMSS) se incendió en Hermosillo, Sonora. Adyacente al edificio se encontraba la Guardería ABC, un servicio de cuidado infantil subcontratado por el IMSS. En el momento del incendio albergaba a 176 niños de entre cinco meses y cinco años. En total, cuarenta y nueve de ellos murieron y ochenta niños quedaron con lesiones de por vida. La guardería carecía de salidas de emergencia, extintores y un sistema de extinción de incendios; también tenía instalaciones eléctricas defectuosas, un falso techo inflamable y personal no capacitado. Sin embargo, apenas dos semanas antes había recibido una inspección de seguridad satisfactoria. La Procuraduría General de la República realizó una investigación y atribuyó la causa a un sobrecalentamiento del sistema de ventilación de la bodega. Sin embargo, investigaciones independientes concluyeron que el incendio fue provocado deliberadamente para destruir toneladas de documentos almacenados.: 41–42 
La Guardería ABC era copropiedad de un primo de Margarita Zavala, primera dama de México y esposa del presidente Felipe Calderón. Ninguno de los copropietarios ni políticos de alto rango fueron procesados. Sólo Delia Irene Botello, excoordinadora regional de guarderías, fue juzgada y cumplió una condena de tres años de prisión. Veintidós exempleados de la guardería enfrentaron cargos de lesiones por negligencia, ya que se descubrió que no tomaron medidas para proteger o rescatar a los niños durante el incidente.: 42 

## Historia e instalación

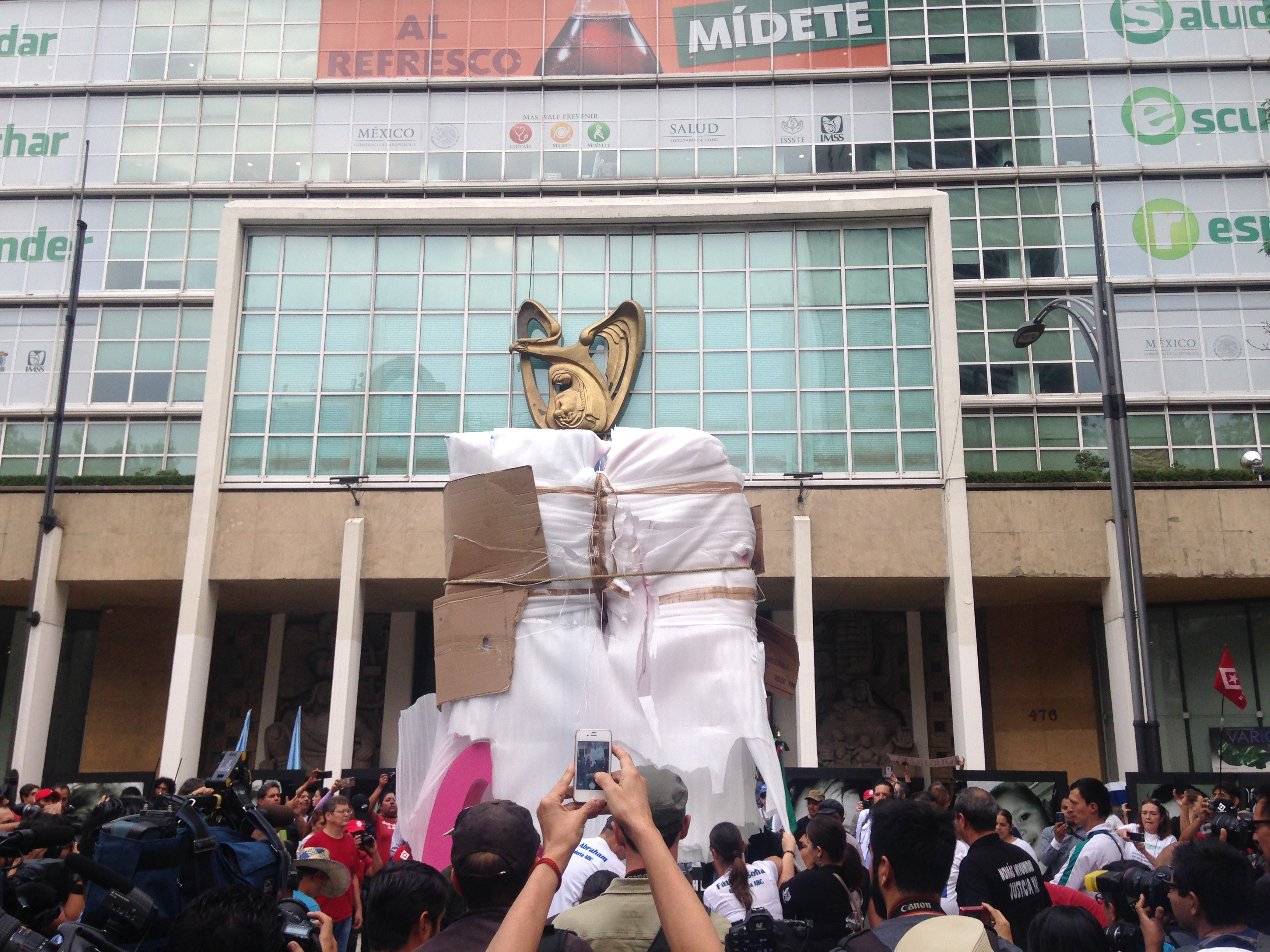
La escultura antes de su inauguración.

Los manifestantes habían marchado cada junio en Hermosillo y Ciudad de México para exigir justicia para las víctimas del incendio. En la Ciudad de México, la movilización típicamente siguió una ruta desde el Monumento a la Independencia, a lo largo del Paseo de la Reforma, hasta la Plaza de la Constitución en el Centro Histórico de la Ciudad de México. El 5 de junio de 2017, los manifestantes tomaron el rumbo contrario, hacia la sede del IMSS. Los esperaba un camión, del cual descargaron varias estructuras metálicas.: 44–50 
Durante su instalación, clamaron justicia en el caso y nombraron a las víctimas, mientras que la comisión creada por los padres afectados, Comisión ABC Nunca Más, expresó:
 
El antimonumento es una escultura metálica que presenta el número 49 sobre las letras ABC, pintado en azul, rosa y verde. En un lateral lleva una pequeña placa rosa que dice, en español significa ¡Nunca más!. La escultura principal mide aproximadamente 4 metros de alto y pesa 1 tonelada.
El 5 de junio de 2019, los activistas instalaron veinticinco esculturas de bronce con la forma de zapatos de niños. La placa debajo de ellos incluye los nombres de cada víctima. Dos semanas después, se había denunciado el robo de entre siete y ocho de ellos.
Activistas instalaron una réplica del antimonumento en la Plaza Emiliana de Zubeldia en Hermosillo el 5 de mayo de 2024.

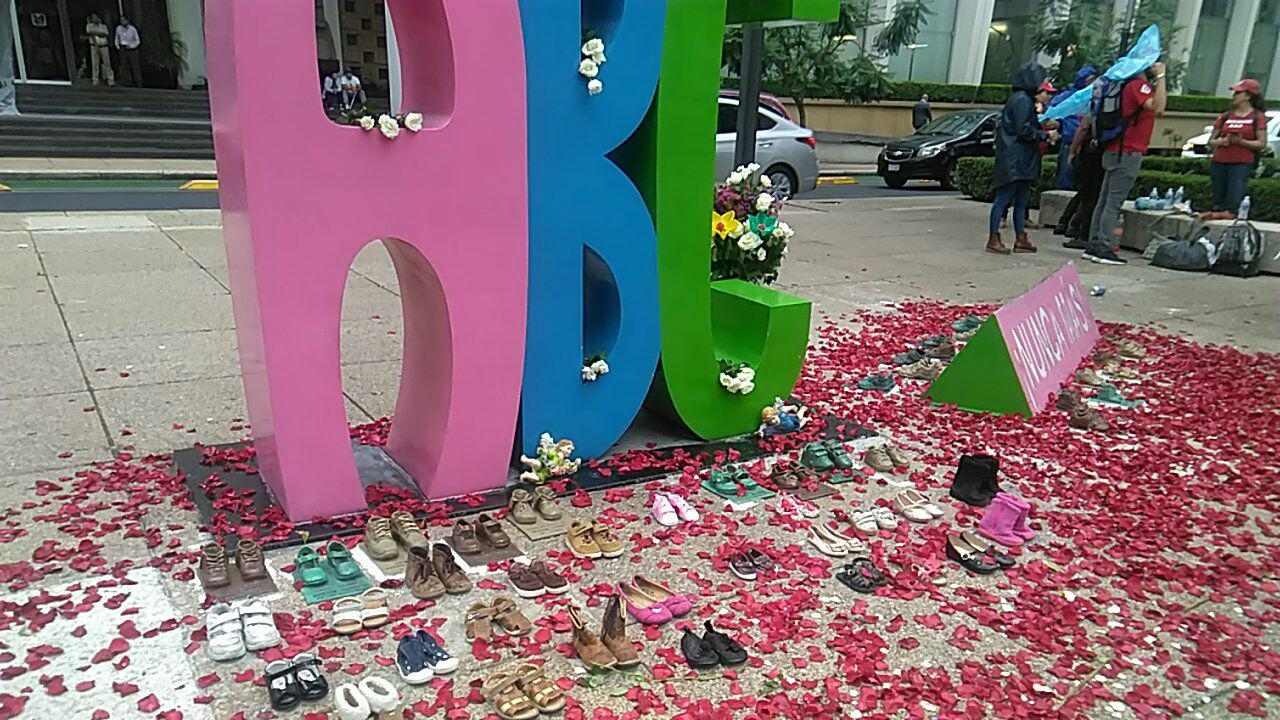
La escultura del 5 de junio de 2019 tras la instalación de las esculturas de zapatos de niños.
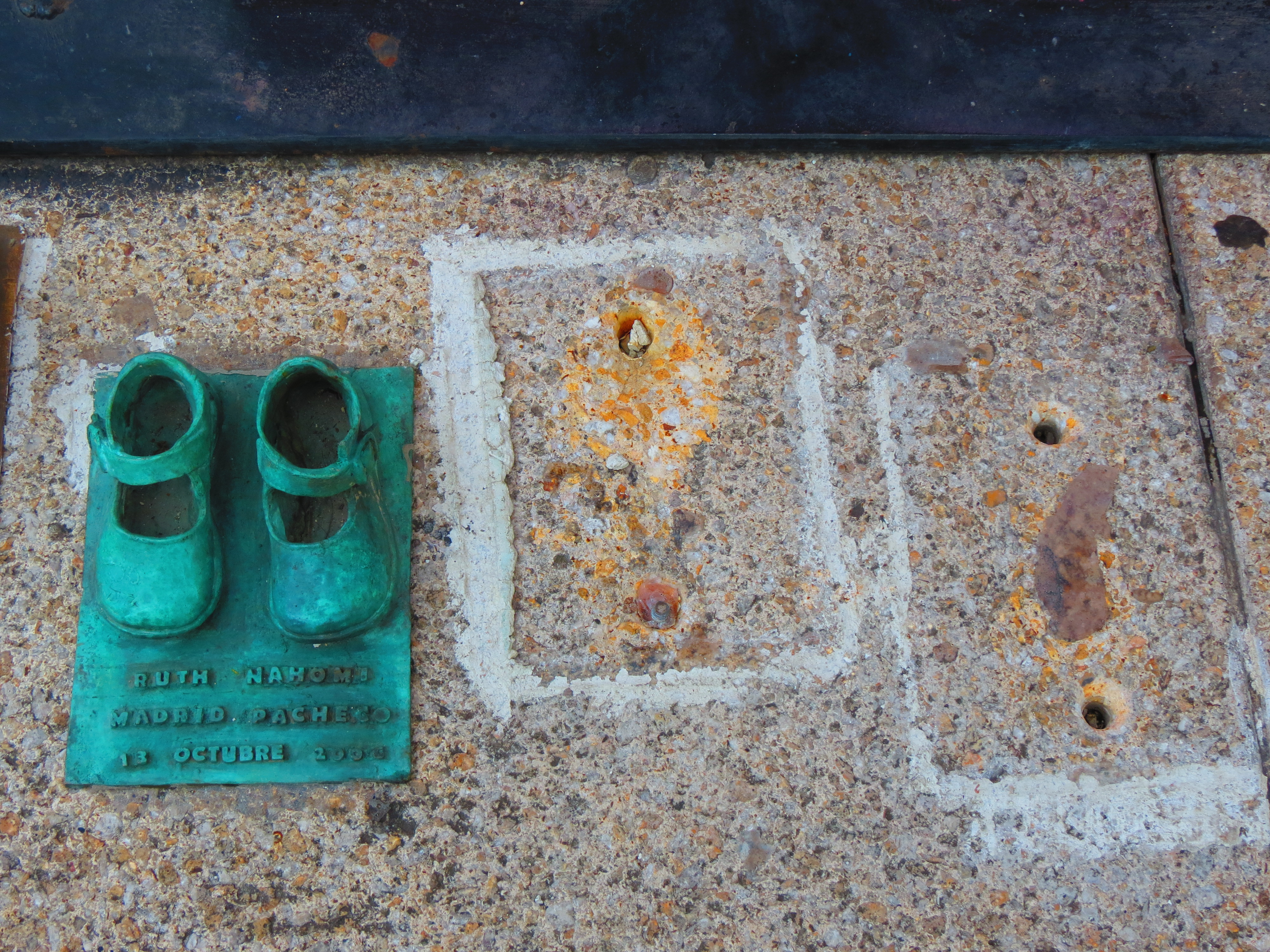
Una escultura de bronce que representa zapatos de niño pequeño en 29 de junio de 2019, con espacios faltantes que simbolizan aquellos que fueron robados.